# Passiflora citrina
Passiflora citrina J.M.MacDougal – gatunek rośliny z rodziny męczennicowatych (Passifloraceae Juss. ex Kunth in Humb.). Występuje naturalnie we wschodniej Gwatemali (w departamencie Chiquimula), północnym Salwadorze oraz Hondurasie. 

## Morfologia

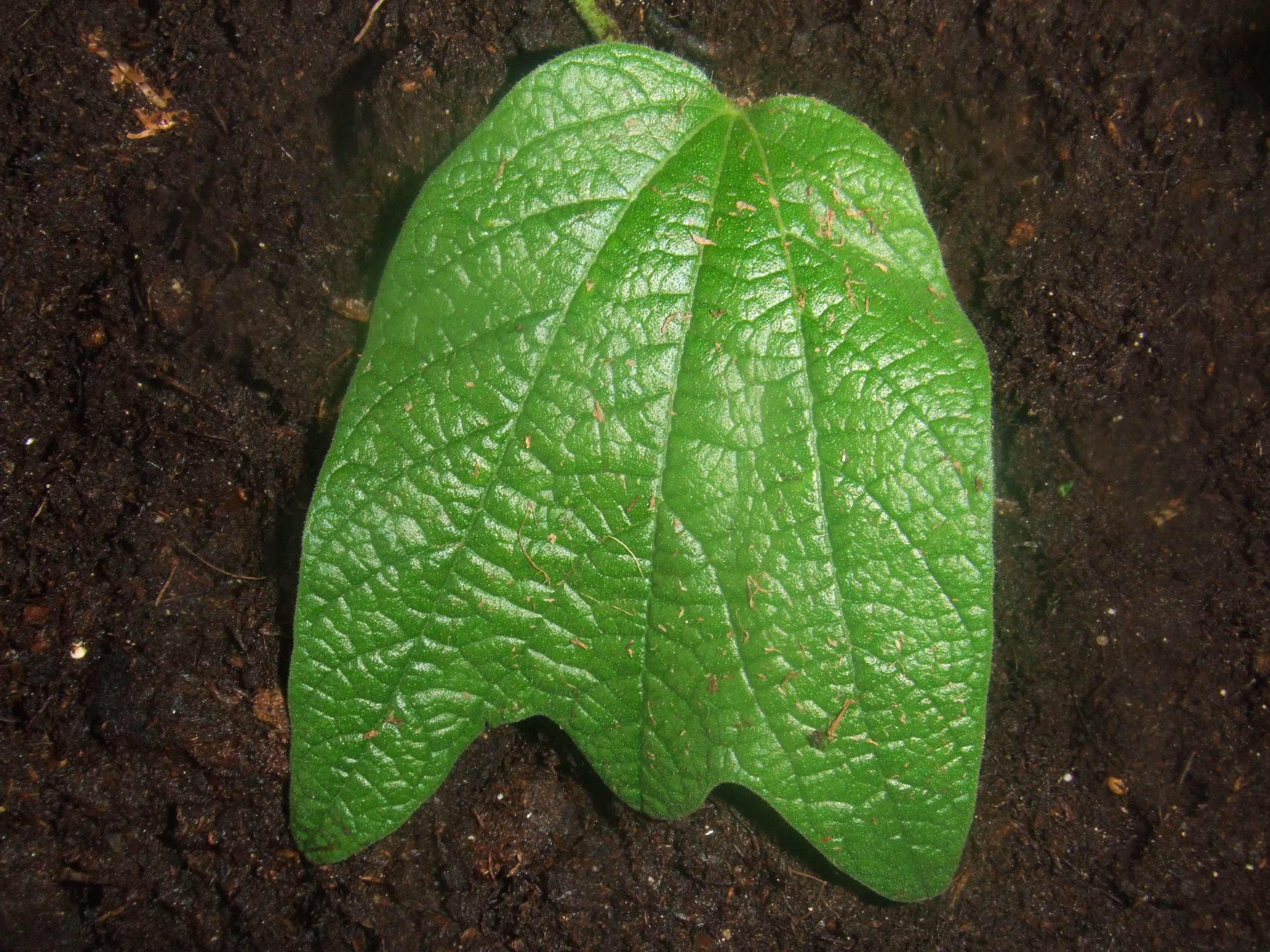
Liść

PokrójZdrewniałe, trwałe, owłosione liany.
LiściePodwójnie lub potrójnie klapowane, rozwarte lub ścięte u podstawy. Mają 2–12 cm długości oraz 1,5–10 cm szerokości. Całobrzegie, z tępym lub ostrym wierzchołkiem. Ogonek liściowy jest owłosiony i ma długość 5–15 mm. Przylistki są w kształcie sierpa, mają 4–10 mm długości.
KwiatyPojedyncze lub zebrane w pary. Działki kielicha są podłużnie lancetowate, żółte, mają 2–3 cm długości. Płatki są podłużnie lancetowate, żółte, mają 1,9–2,8 cm długości. Przykoronek ułożony jest w 1–2 rzędach, żółty, ma 2–14 mm długości.
OwoceSą elipsoidalnego kształtu. Mają 2,5–4,5 cm długości i 1,7–2,5 cm średnicy. Są żółtej barwy.

## Biologia i ekologia
Występuje w lasach na wysokości 600–1500 m n.p.m.